# Tomasz Osiecki

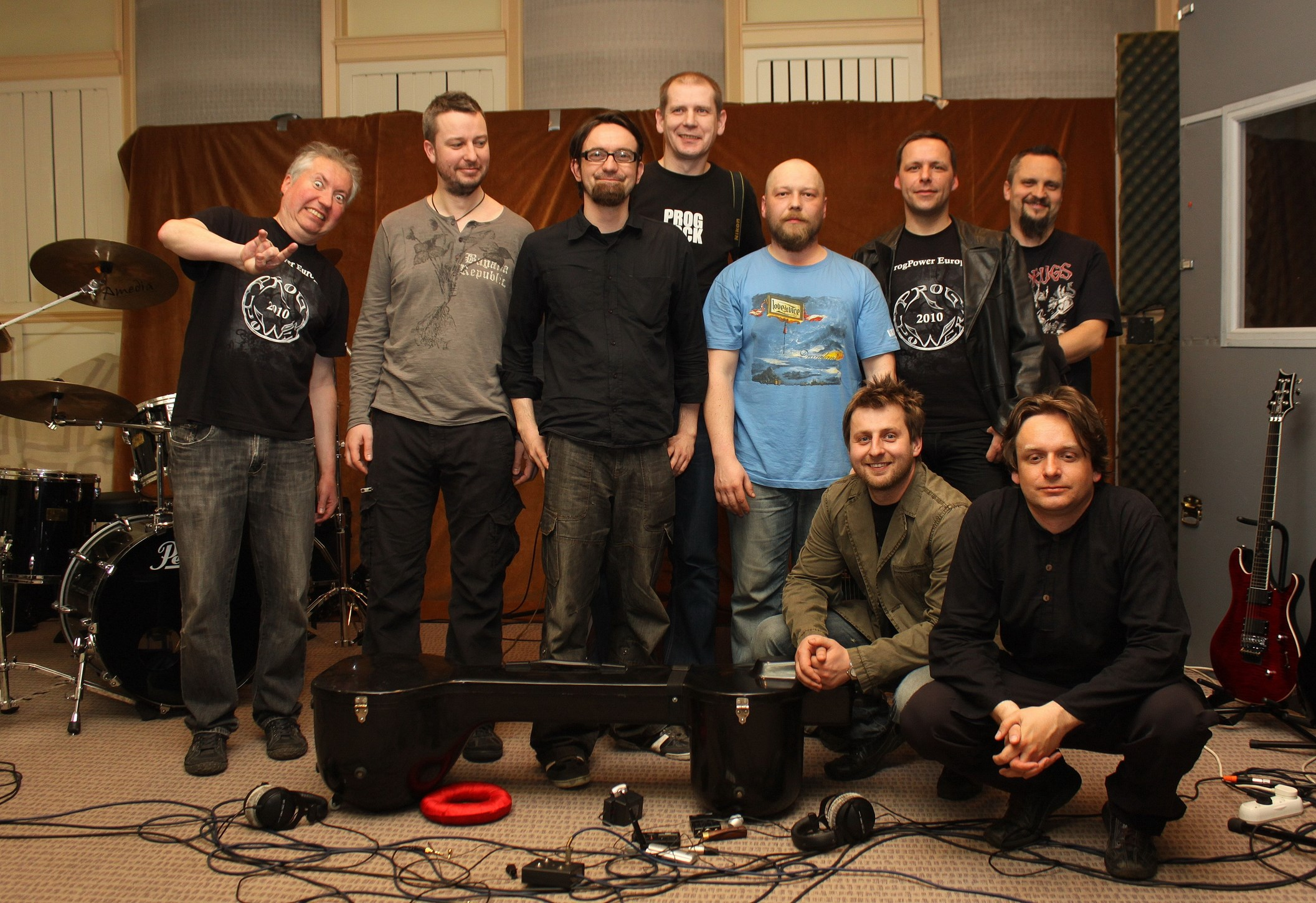
Sesja nagraniowa i koncert grupy Love De Vice w Polskim Radiu

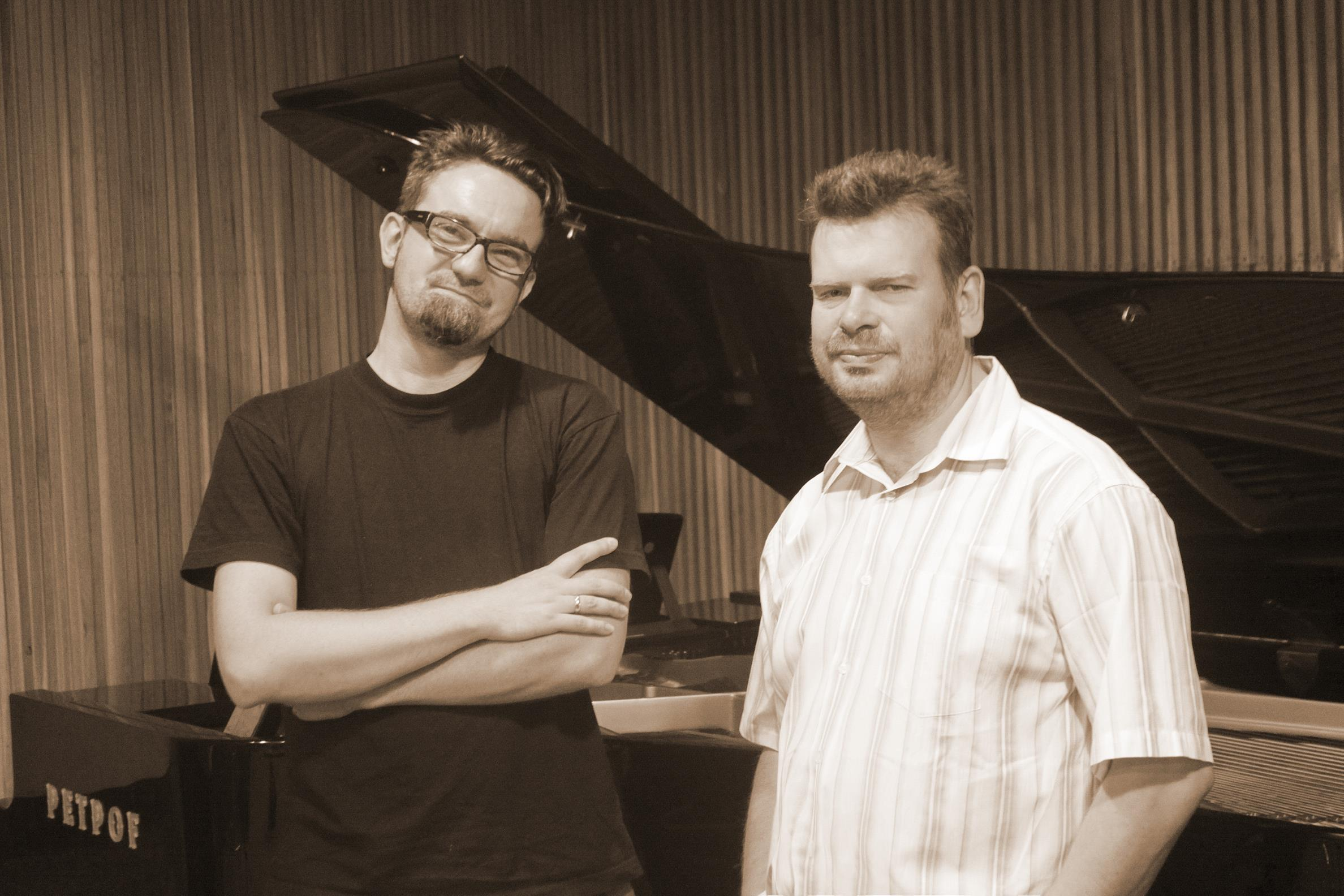
Tomasz Osiecki i Jarosław Pijarowski w trakcie sesji nagraniowej do albumu „The dream Off Penderecki”.

Tomasz Osiecki, pseud. Ragaboy (ur. 10 czerwca 1978 w Rybniku) – polski, muzyk, kompozytor, producent muzyczny i multiinstrumentalista, znany głównie jako sitarzysta. Członek zespołów Rara Avis i Healing Incantation. 8 marca 2014 ukazał się debiutancki album solowy muzyka zatytułowany Golden Sitar Star.

## Dyskografia
Albumy solowe
| Tytuł             | Dane dot. albumu                            |
| ----------------- | ------------------------------------------- |
| Golden Sitar Star | - Data: 8 marca 2014 - Wydawca: Fonografika |

- Muzyka, produkcja muzyczna,
- Instrumentarium i dźwięki specjalne: sitar, dilruba, gitara akustyczna, gitara klasyczna, gitara stalowa, banjo, ukulele, tamburyn, tanpura, klaskanie, kolendra

Inne
| Album                                                            | Rok  | Uwagi | Źródło |
| ---------------------------------------------------------------- | ---- | --- | ------ |
| Pogodno – Pogodno gra Fochmann'a – Hajle Silesia                 | 2002 | sitar, mandolina | [ 3 ]  |
| T.Love – I Hate Rock’n’Roll                                      | 2006 | sitar | [ 4 ]  |
| Various – Skokami do Wolności – "Muzyka 5 Festiwalu Nie Zabijaj" | 2007 | sitar, mandolina |        |
| The Complainer & The Complainers – Power Joy Happienes Fame      | 2008 | sitar |        |
| Akurat – Optymistyka                                             | 2008 | sitar |        |
| Freak Of Nature – Fabryka zła                                    | 2008 | sitar, mandolina | [ 5 ]  |
| Metanoia – Epi                                                   | 2009 | sitar |        |
| Michał Rudaś – Shuruvath                                         | 2009 | sitar |        |
| Behemoth – Evangelion                                            | 2009 | sitar | [ 6 ]  |
| Various – Dub out of Poland – "Part 3"                           | 2009 | sitar |        |
| Sulphur Phuture – Sulphur Phuture                                | 2009 | sitar |        |
| Vintage – Wielki zen                                             | 2010 | sitar | [ 7 ]  |
| Neuronia – Follow the White Mouse                                | 2010 | sitar |        |
| Planet L.U.C – Energocyrkulacje                                  | 2010 | RMX, sitar, dilruba |        |
| Leonoff – Fotoplastikon                                          | 2010 | sitar |        |
| Believe – World Is Round                                         | 2010 | sitar, dilruba |        |
| Love De Vice – Numaterial                                        | 2010 | dilruba |        |
| Sorry Boys – Hard Working Classes                                | 2010 | dilruba, sitar, tanpura | [ 8 ]  |
| Artybishops – Mein Trein                                         | 2011 | sitar |        |
| Dubtrak – Rapture                                                | 2011 | sitar,dilruba |        |
| Clapham South – Rings on the Water                               | 2011 | sitar,dilruba |        |
| Grabek – 8                                                       | 2011 | dilruba |        |
| Halina Mlynkova – Etnoteka                                       | 2011 | dilruba, sitar |        |
| Pablopavo i Praczas – Głodne kawałki                             | 2011 | sitar | [ 9 ]  |
| Mela Koteluk – Spadachron                                        | 2012 | (Kompozycja „Spadochron”) |        |
| Love De Vice – " Silesian Night 11.11.11" DVD                    | 2012 | dilruba, gitara akustyczna |        |
| Healing Incantation – Healing Incantation                        | 2012 | sitar, dilruba, tanpura |        |
| Michał Rudaś – Changing                                          | 2013 | sitar, dilruba |        |
| Teatr Tworzenia – The dream Off Penderecki                       | 2013 | sitar, dilruba, tanpura | [ 10 ] |
| Aleksandra Strunin – "Stranger" EP                               | 2013 | sitar, dilruba |        |
| Rara Avis – Japan EP                                             | 2013 | sitar, dilruba, gitara akustyczna, gitara klasyczna |        |
| Pawbeats – Utopia                                                | 2014 | dilruba | [ 11 ] |
| Mela Koteluk– Migracje                                           | 2014 | (Kompozycja „Wielkie Nieba”) |        |
| Lari Lu – 11                                                     | 2014 | dilruba, sitar |        |
| Various – Koncert "Grzegorz Ciechowski – Spotkanie z Legendą"    | 2015 | dilruba |        |
| Hey – Hey w Filharmonii, Szczecin Unplugged                      | 2015 | sitar, dilruba, tampura |        |
| Ania Rusowicz – Flower Power – Woodstock 2015                    | 2016 | sitar, tampura |        |
| Isle of Love – Isle of Love                                      | 2016 | gitary akustyczne, gitara elektryczna, dilruba |        |
| Pawbeats & Kali – Chakra                                         | 2017 | sitar |        |
| Healing Incantation & Michał Rudaś – Mystic India                | 2018 | sitar, dilruba, tanpura |        |
| Oskar Mir – Orfeusz – Dzień                                      | 2020 | produkcja, miks, mastering, gitara basowa, synth bas, instrumenty klawiszowe, dzwonki orkiestrowe, sitar, tamburyn                                                   |        |
| Milomi – Mogę                                                    | 2020 | realizacja, miks, mastering, gitary akustyczne, gitara klasyczna, gitara elektryczna, mandolina, ukulele, synth bas, dzwonki orkiestrowe                             |        |
| Pawbeats Orchestra – Nocna                                       | 2021 | bouzouki |        |
| Szum Drzew – Kolorowanka                                         | 2022 | muzyka, produkcja, miks, mastering, gitara basowa, gitara akustyczna, synth bas, instrumenty klawiszowe, bouzouki, dzwonki orkiestrowe, mandolina, dilruba, tamburyn |        |